# Premierzy Portugalii

## Monarchia Konstytucyjna
| #                                                      | Imię i Nazwisko                                                     | Portret                                                | Kadencja                                               | Kadencja                                               | Partia polityczna                                      | Partia polityczna                                      | Rząd                                                   |
| #                                                      | Imię i Nazwisko                                                     | Portret                                                | Od                                                     | Do                                                     | Partia polityczna                                      | Partia polityczna                                      | Rząd                                                   |
| Monarchia Konstytucyjna – Drugi Liberalizm (1834–1910) | Monarchia Konstytucyjna – Drugi Liberalizm (1834–1910)              | Monarchia Konstytucyjna – Drugi Liberalizm (1834–1910) | Monarchia Konstytucyjna – Drugi Liberalizm (1834–1910) | Monarchia Konstytucyjna – Drugi Liberalizm (1834–1910) | Monarchia Konstytucyjna – Drugi Liberalizm (1834–1910) | Monarchia Konstytucyjna – Drugi Liberalizm (1834–1910) | Monarchia Konstytucyjna – Drugi Liberalizm (1834–1910) |
| ------------------------------------------------------ | ------------------------------------------------------------------- | ------------------------------------------------------ | ------------------------------------------------------ | ------------------------------------------------------ | ------------------------------------------------------ | ------------------------------------------------------ | ------------------------------------------------------ |
| 1                                                      | Pedro de Sousa Holstein (1781–1850)                                 |                                                        | 24 września 1834                                       | 28 kwietnia 1835                                       |                                                        | Kartyści\Chamorro                                      | I                                                      |
| –                                                      | Rada Ministrów                                                      |                                                        | 28 kwietnia 1835                                       | 4 maja 1835                                            |                                                        | Chamorro                                               | I                                                      |
| 2                                                      | Vitório Maria de Sousa Coutinho (1790–1857)                         |                                                        | 4 maja 1835                                            | 27 maja 1835                                           |                                                        | Chamorro                                               | I                                                      |
| 3                                                      | João Carlos Saldanha de Oliveira e Daun (1790–1876)                 |                                                        | 27 maja 1835                                           | 15 lipca 1835                                          |                                                        | bezpartyjny                                            | II                                                     |
| 3                                                      | João Carlos Saldanha de Oliveira e Daun (1790–1876)                 | 15 lipca 1835                                          | 18 listopada 1835                                      | III                                                    |                                                        | bezpartyjny                                            |                                                        |
| –                                                      | Rada Ministrów                                                      |                                                        | 18 listopada 1835                                      | 25 listopada 1835                                      | IV                                                     | bezpartyjny                                            |                                                        |
| 4                                                      | José Jorge Loureiro (1791–1860)                                     |                                                        | 18 listopada 1835                                      | 19 kwietnia 1836                                       | IV                                                     | bezpartyjny                                            |                                                        |
| 5                                                      | António Severim de Noronha (1792–1860)                              |                                                        | 19 kwietnia 1836                                       | 10 września 1836                                       |                                                        | Kartyści\Chamorro                                      | V                                                      |
| 6                                                      | José da Gama Carneiro e Sousa (1788–1849)                           |                                                        | 10 września 1836                                       | 4 listopada 1836                                       |                                                        | Setembryści                                            | VI                                                     |
| –                                                      | José Bernardino de Portugal e Castro (1780–1840) (nie objął urzędu) |                                                        | 4 listopada 1836                                       | 5 listopada 1836                                       |                                                        | Kartyści                                               | •                                                      |
| 7                                                      | Bernardo de Sá Nogueira de Figueiredo (1795–1876)                   |                                                        | 5 listopada 1836                                       | 1 czerwca 1837                                         |                                                        | Setembryści                                            | VII                                                    |
| –                                                      | Rada Ministrów                                                      |                                                        | 1 czerwca 1837                                         | 2 czerwca 1837                                         | VIII                                                   | Setembryści                                            |                                                        |
| 8                                                      | António Dias de Oliveira (1804–1883)                                |                                                        | 1 czerwca 1837                                         | 2 sierpnia 1837                                        | VIII                                                   | Setembryści                                            |                                                        |
| (7)                                                    | Bernardo de Sá Nogueira de Figueiredo (1795–1876)                   |                                                        | 2 sierpnia 1837                                        | 18 kwietnia 1839                                       | IX                                                     | Setembryści                                            |                                                        |
| 9                                                      | Rodrigo Pinto Pizarro (1788–1841)                                   |                                                        | 18 kwietnia 1839                                       | 26 listopada 1839                                      | X                                                      | Setembryści                                            |                                                        |
| 10                                                     | José Travassos Valdez (1787–1862)                                   |                                                        | 26 listopada 1839                                      | 9 czerwca 1841                                         | XI                                                     | Setembryści                                            |                                                        |
| 11                                                     | Joaquim António de Aguiar (1792–1884)                               |                                                        | 9 czerwca 1841                                         | 7 lutego 1842                                          |                                                        | bezpartyjny                                            | XII                                                    |
| (1)                                                    | Pedro de Sousa Holstein (1781–1850)                                 |                                                        | 7 lutego 1842                                          | 8 lutego 1842                                          | XIII                                                   | bezpartyjny                                            |                                                        |
| –                                                      | Tymczasowa junta                                                    |                                                        | 9 lutego 1842                                          | 20 maja 1846                                           |                                                        | Kartyści                                               | –                                                      |
| (5)                                                    | António Severim de Noronha (1792–1860)                              |                                                        | 9 lutego 1842                                          | 20 maja 1846                                           | XIV                                                    | Kartyści                                               |                                                        |
| (1)                                                    | Pedro de Sousa Holstein (1781–1850)                                 |                                                        | 20 maja 1846                                           | 6 października 1846                                    | XV                                                     | Kartyści                                               |                                                        |
| (3)                                                    | João Carlos Saldanha de Oliveira e Daun (1790–1876)                 |                                                        | 6 października 1846                                    | 28 kwietnia 1847                                       | XVI                                                    | Kartyści                                               |                                                        |
| –                                                      | Rada Ministrów                                                      |                                                        | 28 kwietnia 1847                                       | 18 grudnia 1847                                        | XVI                                                    | Kartyści                                               |                                                        |
| (3)                                                    | João Carlos Saldanha de Oliveira e Daun (1790–1876)                 |                                                        | 18 grudnia 1847                                        | 18 czerwca 1849                                        | XVII                                                   | Kartyści                                               |                                                        |
| 12                                                     | António Bernardo da Costa Cabral (1803–1889)                        |                                                        | 18 czerwca 1849                                        | 26 kwietnia 1851                                       | XVIII                                                  | Kartyści                                               |                                                        |
| (5)                                                    | António Severim de Noronha (1792–1860)                              |                                                        | 26 kwietnia 1851                                       | 1 maja 1851                                            | XIX                                                    | Kartyści                                               |                                                        |
| (3)                                                    | João Carlos Saldanha de Oliveira e Daun (1790–1876)                 |                                                        | 1 maja 1851                                            | 22 maja 1856                                           |                                                        | Partia Odrodzenia                                      | XX                                                     |
| (3)                                                    | João Carlos Saldanha de Oliveira e Daun (1790–1876)                 | 22 maja 1851                                           | 6 czerwca 1856                                         | XXI                                                    |                                                        | Partia Odrodzenia                                      |                                                        |
| 13                                                     | Nuno José de Moura Barreto (1804–1875)                              |                                                        | 6 czerwca 1856                                         | 16 marca 1859                                          |                                                        | Partia Historyczna                                     | XXII                                                   |
| (5)                                                    | António Severim de Noronha (1792–1860)                              |                                                        | 16 marca 1859                                          | 26 kwietnia 1860                                       |                                                        | Partia Odrodzenia                                      | XXIII                                                  |
| –                                                      | Rada Ministrów                                                      |                                                        | 26 kwietnia 1860                                       | 1 maja 1860                                            |                                                        | Partia Odrodzenia                                      | XXIII                                                  |
| (12)                                                   | Joaquim António de Aguiar (1792–1884)                               |                                                        | 1 maja 1860                                            | 4 lipca 1860                                           | XXIV                                                   | Partia Odrodzenia                                      |                                                        |
| (13)                                                   | Nuno José de Moura Barreto (1804–1875)                              |                                                        | 4 lipca 1860                                           | 12 września 1862                                       |                                                        | Partia Historyczna                                     | XXV                                                    |
| (7)                                                    | Bernardo de Sá Nogueira de Figueiredo (1795–1876)                   |                                                        | 12 kwietnia 1862                                       | 6 października 1862                                    |                                                        | Partia Historyczna                                     | XXV                                                    |
| (13)                                                   | Nuno José de Moura Barreto (1804–1875)                              |                                                        | 6 października 1862                                    | 17 kwietnia 1865                                       |                                                        | Partia Historyczna                                     | XXV                                                    |
| (7)                                                    | Bernardo de Sá Nogueira de Figueiredo (1795–1876)                   |                                                        | 17 kwietnia 1865                                       | 4 września 1865                                        | XXVI                                                   | Partia Historyczna                                     |                                                        |
| (12)                                                   | Joaquim António de Aguiar (1792–1884)                               |                                                        | 4 września 1865                                        | 4 stycznia 1868                                        |                                                        | Partia Odrodzenia(w koalicji z Historycznymi)          | XXVII                                                  |
| 14                                                     | António José de Ávila (1807–1881)                                   |                                                        | 4 stycznia 1868                                        | 22 lipca 1868                                          |                                                        | bezpartyjny (w koalicji z Partią Historyczną)          | XXVIII                                                 |
| (7)                                                    | Bernardo de Sá Nogueira de Figueiredo (1795–1876)                   |                                                        | 22 lipca 1868                                          | 11 sierpnia 1869                                       |                                                        | Partia Reformistyczna                                  | XXIX                                                   |
| (13)                                                   | Nuno José de Moura Barreto (1804–1875)                              |                                                        | 11 sierpnia 1869                                       | 19 maja 1870                                           |                                                        | Partia Historyczna                                     | XXX                                                    |
| (3)                                                    | João Carlos Saldanha de Oliveira e Daun (1790–1876)                 |                                                        | 19 maja 1870                                           | 29 sierpnia 1870                                       |                                                        | Partia Odrodzenia                                      | XXXI                                                   |
| (7)                                                    | Bernardo de Sá Nogueira de Figueiredo (1795–1876)                   |                                                        | 29 sierpnia 1870                                       | 29 października 1870                                   |                                                        | Partia Reformistyczna                                  | XXXII                                                  |
| (14)                                                   | António José de Ávila (1807–1881)                                   |                                                        | 29 października 1870                                   | 13 września 1871                                       |                                                        | Partia Historyczna (z Partia Reformistyczna)           | XXXIII                                                 |
| 15                                                     | Fontes Pereira de Melo (1819–1887)                                  |                                                        | 13 września 1871                                       | 6 marca 1877                                           |                                                        | Partia Odrodzenia                                      | XXXIV                                                  |
| (14)                                                   | António José de Ávila (1807–1881)                                   |                                                        | 6 marca 1877                                           | 26 stycznia 1878                                       |                                                        | Partia Postępowa                                       | XXXV                                                   |
| (15)                                                   | Fontes Pereira de Melo (1819–1887)                                  |                                                        | 26 stycznia 1878                                       | 29 maja 1879                                           |                                                        | Partia Odrodzenia                                      | XXXVI                                                  |
| 16                                                     | Anselmo José Braamcamp (1819–1885)                                  |                                                        | 29 maja 1879                                           | 23 marca 1881                                          |                                                        | Partia Postępowa                                       | XXXVII                                                 |
| 17                                                     | António Rodrigues Sampaio (1806–1882)                               |                                                        | 23 marca 1881                                          | 14 listopada 1881                                      |                                                        | Partia Odrodzenia                                      | XXXVIII                                                |
| (15)                                                   | Fontes Pereira de Melo (1819–1887)                                  |                                                        | 14 listopada 1881                                      | 24 października 1883                                   | XXXIX                                                  | Partia Odrodzenia                                      |                                                        |
| (15)                                                   | Fontes Pereira de Melo (1819–1887)                                  | 24 października 1883                                   | 20 lutego 1886                                         | XL                                                     |                                                        | Partia Odrodzenia                                      |                                                        |
| 18                                                     | José Luciano de Castro (1834–1914)                                  |                                                        | 20 lutego 1886                                         | 14 stycznia 1890                                       |                                                        | Partia Postępowa                                       | XLI                                                    |
| 19                                                     | António de Serpa Pimentel (1825–1900)                               |                                                        | 14 stycznia 1890                                       | 13 października 1890                                   |                                                        | Partia Odrodzenia                                      | XLII                                                   |
| 20                                                     | João Crisóstomo (1811–1895)                                         |                                                        | 13 października 1890                                   | 21 maja 1891                                           |                                                        | bezpartyjny                                            | XLIII                                                  |
| 20                                                     | João Crisóstomo (1811–1895)                                         | 21 maja 1891                                           | 17 stycznia 1892                                       | XLIV                                                   |                                                        | bezpartyjny                                            |                                                        |
| 21                                                     | José Dias Ferreira (1837–1909)                                      |                                                        | 17 stycznia 1892                                       | 27 maja 1892                                           | XXXV                                                   | bezpartyjny                                            |                                                        |
| 21                                                     | José Dias Ferreira (1837–1909)                                      | 27 maja 1892                                           | 23 lutego 1893                                         | XXXVI                                                  |                                                        | bezpartyjny                                            |                                                        |
| 22                                                     | Ernesto Hintze Ribeiro (1849–1907)                                  |                                                        | 23 lutego 1893                                         | 7 lutego 1897                                          |                                                        | Partia Odrodzenia                                      | XLVII                                                  |
| (18)                                                   | José Luciano de Castro (1834–1914)                                  |                                                        | 7 lutego 1897                                          | 18 sierpnia 1898                                       |                                                        | Partia Postępowa                                       | XLVIII                                                 |
| (18)                                                   | José Luciano de Castro (1834–1914)                                  | 18 sierpnia 1898                                       | 25 czerwca 1900                                        | XLIX                                                   |                                                        | Partia Postępowa                                       |                                                        |
| (22)                                                   | Ernesto Hintze Ribeiro (1849–1907)                                  |                                                        | 25 czerwca 1900                                        | 28 lutego 1903                                         |                                                        | Partia Odrodzenia                                      | L                                                      |
| (22)                                                   | Ernesto Hintze Ribeiro (1849–1907)                                  | 28 lutego 1903                                         | 20 października 1904                                   | LI                                                     |                                                        | Partia Odrodzenia                                      |                                                        |
| (18)                                                   | José Luciano de Castro (1834–1914)                                  |                                                        | 20 października 1904                                   | 27 grudnia 1905                                        |                                                        | Partia Postępowa                                       | LII                                                    |
| (18)                                                   | José Luciano de Castro (1834–1914)                                  | 27 grudnia 1905                                        | 20 marca 1906                                          | LIII                                                   |                                                        | Partia Postępowa                                       |                                                        |
| (22)                                                   | Ernesto Hintze Ribeiro (1849–1907)                                  |                                                        | 20 marca 1906                                          | 19 maja 1906                                           |                                                        | Partia Odrodzenia                                      | LIV                                                    |
| 23                                                     | João Franco (1855–1929)                                             |                                                        | 19 maja 1906                                           | 4 lutego 1908                                          |                                                        | Partia Liberalnych Odrodzeniowców                      | LV                                                     |
| 24                                                     | Francisco Joaquim Ferreira do Amaral (1844–1923)                    |                                                        | 4 lutego 1908                                          | 26 grudnia 1908                                        |                                                        | bezpartyjny                                            | LVI                                                    |
| 25                                                     | Artur Alberto de Campos Henriques (1853–1922)                       |                                                        | 26 grudnia 1908                                        | 11 kwietnia 1909                                       |                                                        | Partia Odrodzenia                                      | LVII                                                   |
| 26                                                     | Sebastião Custódio de Sousa Teles (1847–1921)                       |                                                        | 11 kwietnia 1909                                       | 14 maja 1909                                           |                                                        | bezpartyjny                                            | LVIII                                                  |
| 27                                                     | Venceslau de Sousa Pereira de Lima (1858–1919)                      |                                                        | 14 maja 1909                                           | 22 grudnia 1909                                        |                                                        | bezpartyjny                                            | LIX                                                    |
| 28                                                     | Francisco da Veiga Beirão (1841–1916)                               |                                                        | 22 grudnia 1909                                        | 26 czerwca 1910                                        |                                                        | Partia Postępowa                                       | LX                                                     |
| 29                                                     | António Teixeira de Sousa (1857–1917)                               |                                                        | 26 czerwca 1910                                        | 5 października 1910                                    |                                                        | Partia Odrodzenia                                      | LXI                                                    |

## I Republika
- tymczasowo

| #                       | Imię i Nazwisko                            | Portret                 | Kadencja                | Kadencja                | Partia polityczna       | Partia polityczna            | Rząd                    |
| #                       | Imię i Nazwisko                            | Portret                 | Od                      | Do                      | Partia polityczna       | Partia polityczna            | Rząd                    |
| I Republika (1910–1926) | I Republika (1910–1926)                    | I Republika (1910–1926) | I Republika (1910–1926) | I Republika (1910–1926) | I Republika (1910–1926) | I Republika (1910–1926)      | I Republika (1910–1926) |
| ----------------------- | ------------------------------------------ | ----------------------- | ----------------------- | ----------------------- | ----------------------- | ---------------------------- | ----------------------- |
| 30                      | Teófilo Braga (1843–1924)                  |                         | 5 października 1910     | 4 września 1911         |                         | PRP                          | I                       |
| 31                      | João Chagas (1863–1925)                    |                         | 4 września 1911         | 13 listopada 1911       |                         | bezpartyjny                  | II                      |
| 32                      | Augusto de Vasconcelos (1867–1951)         |                         | 13 listopada 1911       | 16 czerwca 1912         | III                     | bezpartyjny                  |                         |
| 33                      | Duarte Leite (1864–1950)                   |                         | 16 czerwca 1912         | 23 września 1912        | IV                      | bezpartyjny                  |                         |
| –                       | Augusto de Vasconcelos (1867–1951)         |                         | 23 września 1912        | 30 września 1912        | IV                      | bezpartyjny                  |                         |
| (33)                    | Duarte Leite (1864–1950)                   |                         | 30 września 1912        | 9 stycznia 1913         | IV                      | bezpartyjny                  |                         |
| 34                      | Afonso Costa (1871–1937)                   |                         | 9 stycznia 1913         | 9 lutego 1914           |                         | PD                           | V                       |
| 35                      | Bernardino Machado (1851–1944)             |                         | 9 lutego 1914           | 23 czerwca 1914         | VI                      | PD                           |                         |
| 35                      | Bernardino Machado (1851–1944)             | 23 czerwca 1914         | 12 grudnia 1914         | VII                     |                         | PD                           |                         |
| 36                      | Vítor Hugo de Azevedo Coutinho (1871–1955) |                         | 12 grudnia 1914         | 25 stycznia 1915        | VIII                    | PD                           |                         |
| 37                      | Joaquim Pimenta de Castro (1846–1918)      |                         | 25 stycznia 1915        | 14 maja 1915            |                         | bezpartyjny                  | IX                      |
| –                       | Konstytucyjna Junta                        |                         | 14 maja 1915            | 15 maja 1915            | –                       | bezpartyjny                  |                         |
| –                       | João Chagas (1863–1925)                    |                         | 15 maja 1915            | 17 maja 1915            | X                       | bezpartyjny                  |                         |
| –                       | José de Castro (1868–1929)                 |                         | 17 maja 1915            | 19 czerwca 1915         | X                       |                              | PD                      |
| 39                      | José de Castro (1868–1929)                 |                         | 19 czerwca 1915         | 29 listopada 1915       | PD                      | XI                           |                         |
| (34)                    | Afonso Costa (1871–1937)                   |                         | 29 grudnia 1915         | 16 marca 1916           | PD                      | XII                          |                         |
| 40                      | António José de Almeida (1866–1929)        |                         | 16 marca 1916           | 4 września 1916         |                         | Święta Unia (PRE razem z PD) | XIII                    |
| –                       | Afonso Costa (1871–1937)                   |                         | 4 września 1916         | 5 października 1916     |                         | Święta Unia (PRE razem z PD) | XIII                    |
| (40)                    | António José de Almeida (1866–1929)        |                         | 5 października 1916     | 25 kwietnia 1917        |                         | Święta Unia (PRE razem z PD) | XIII                    |
| (34)                    | Afonso Costa (1871–1937)                   |                         | 25 kwietnia 1917        | 7 października 1917     |                         | PD                           | XIV                     |
| –                       | Norton de Matos (1867–1955)                |                         | 7 października 1917     | 25 października 1917    |                         | PD                           | XIV                     |
| (34)                    | Afonso Costa (1871–1937)                   |                         | 25 października 1917    | 19 listopada 1917       |                         | PD                           | XIV                     |
| –                       | Norton de Matos (1867–1955)                |                         | 19 listopada 1917       | 8 grudnia 1917          |                         | PD                           | XIV                     |
| –                       | Junta Rewolucyjna                          |                         | 8 grudnia 1917          | 12 grudnia 1917         |                         | Bezpartyjny                  |                         |
| 41                      | Sidónio Pais (1872–1918)                   |                         | 12 grudnia 1917         | 15 maja 1918            |                         | PNR                          | XV                      |
| 41                      | Sidónio Pais (1872–1918)                   | 15 maja 1918            | 14 grudnia 1918         | XVI                     |                         | PNR                          |                         |
| –                       | Rada ministrów                             |                         | 14 grudnia 1918         | XVI                     | 15 grudnia 1918         | PNR                          |                         |
| –                       | João do Canto e Castro (1862–1934)         |                         | 14 grudnia 1918         | XVI                     | 23 grudnia 1918         | PNR                          |                         |
| 42                      | João Tamagnini Barbosa (1883–1948)         |                         | 23 grudnia 1918         | 7 stycznia 1919         | PNR                     | XVII                         |                         |
| 42                      | João Tamagnini Barbosa (1883–1948)         | 7 stycznia 1919         | 27 stycznia 1919        | XVIII                   | PNR                     |                              |                         |
| 43                      | José Relvas (1858–1929)                    |                         | 27 stycznia 1919        | 30 marca 1919           |                         | bezpartyjny                  | XIX                     |
| 44                      | Domingos Pereira (1882–1956)               |                         | 30 marca 1919           | 29 czerwca 1919         |                         | bezpartyjny                  | XX                      |
| 45                      | Alfredo de Sá Cardoso (1864–1950)          |                         | 29 czerwca 1919         | 15 stycznia 1920        |                         | PD                           | XXI                     |
| –                       | Francisco Fernandes Costa (1857–1925)      |                         | 15 stycznia 1920        | 15 stycznia 1920        |                         | PLR                          | XXII                    |
| (45)                    | Alfredo de Sá Cardoso (1864–1950)          |                         | 15 stycznia 1920        | 21 stycznia 1920        |                         | PD                           | XXI                     |
| (44)                    | Domingos Pereira (1882–1956)               |                         | 21 stycznia 1920        | 8 marca 1920            |                         | bezpartyjny                  | XXIII                   |
| 46                      | António Maria Baptista (1866–1920)         |                         | 8 marca 1920            | 6 czerwca 1920          |                         | PD                           | XXIV                    |
| 47                      | José Ramos Preto (1871–1949)               |                         | 6 czerwca 1920          | 26 czerwca 1920         |                         | PD                           | XXIV                    |
| 48                      | António Maria da Silva (1872–1950)         |                         | 26 czerwca 1920         | 19 lipca 1920           | XXV                     | PD                           |                         |
| 49                      | António Granjo (1881–1921)                 |                         | 19 lipca 1920           | 20 listopada 1920       |                         | PLR                          | XXVI                    |
| 50                      | Álvaro de Castro (1878–1928)               |                         | 20 listopada 1920       | 30 listopada 1920       |                         | PRRN                         | XXVII                   |
| 51                      | Liberato Pinto (1880–1949)                 |                         | 30 listopada 1920       | 2 marca 1921            |                         | PD                           | XXVIII                  |
| (35)                    | Bernardino Machado (1851–1944)             |                         | 2 marca 1921            | 23 maja 1921            | XXIX                    | PD                           |                         |
| 52                      | Tomé de Barros Queirós (1872–1925)         |                         | 23 maja 1921            | 30 sierpnia 1921        |                         | PLR                          | XXX                     |
| (49)                    | António Granjo (1881–1921)                 |                         | 30 sierpnia 1921        | 19 października 1921    | XXXI                    | PLR                          |                         |
| –                       | Rada ministrów                             |                         | 19 października 1921    | 20 października 1921    | XXXI                    | PLR                          |                         |
| 53                      | Manuel Maria Coelho (1857–1943)            |                         | 20 października 1921    | 5 listopada 1921        |                         | bezpartyjny                  | XXXII                   |
| 54                      | Carlos Maia Pinto (1866–1932)              |                         | 5 listopada 1921        | 16 grudnia 1921         | XXXIII                  | bezpartyjny                  |                         |
| 55                      | Francisco Cunha Leal (1888–1970)           |                         | 16 grudnia 1921         | 6 lutego 1922           | XXXIV                   | bezpartyjny                  |                         |
| (48)                    | António Maria da Silva (1872–1950)         |                         | 6 lutego 1922           | 30 listopada 1922       |                         | PD                           | XXXV                    |
| (48)                    | António Maria da Silva (1872–1950)         | 30 listopada 1922       | 7 grudnia 1922          | XXXVI                   |                         | PD                           |                         |
| (48)                    | António Maria da Silva (1872–1950)         | 7 grudnia 1922          | 15 listopada 1923       | XXXVII                  |                         | PD                           |                         |
| 56                      | António Ginestal Machado (1874–1940)       |                         | 15 listopada 1923       | 18 grudnia 1923         |                         | PRN                          | XXXVIII                 |
| (50)                    | Álvaro de Castro (1878–1928)               |                         | 18 grudnia 1923         | 6 lipca 1924            | XXXIX                   | PRN                          |                         |
| 57                      | Alfredo Rodrigues Gaspar (1865–1938)       |                         | 6 lipca 1924            | 23 listopada 1924       |                         | PD                           | XL                      |
| 58                      | José Domingues dos Santos (1885–1958)      |                         | 23 listopada 1924       | 15 lutego 1925          |                         | PRED                         | XLI                     |
| 59                      | Vitorino Guimarães (1876–1957)             |                         | 15 lutego 1925          | 1 lipca 1925            |                         | PD                           | XLII                    |
| (48)                    | António Maria da Silva (1872–1950)         |                         | 1 lipca 1925            | 1 sierpnia 1925         | XLIII                   | PD                           |                         |
| (44)                    | Domingos Pereira (1882–1956)               |                         | 1 sierpnia 1925         | 17 grudnia 1925         | XLIV                    | PD                           |                         |
| (48)                    | António Maria da Silva (1872–1950)         |                         | 17 grudnia 1925         | 29 maja 1926            | XLV                     | PD                           |                         |

## Druga Republika (Narodowa Dyktatura iEstado Novo)
- tymczasowo

| #                                                   | Imię i Nazwisko                                     | Portret                                             | Kadencja                                            | Kadencja                                            | Partia polityczna                                               | Partia polityczna                                   | Rząd                                                |
| #                                                   | Imię i Nazwisko                                     | Portret                                             | Od                                                  | Do                                                  | Partia polityczna                                               | Partia polityczna                                   | Rząd                                                |
| Narodowa Dyktatura – Dyktatura wojskowa (1926–1928) | Narodowa Dyktatura – Dyktatura wojskowa (1926–1928) | Narodowa Dyktatura – Dyktatura wojskowa (1926–1928) | Narodowa Dyktatura – Dyktatura wojskowa (1926–1928) | Narodowa Dyktatura – Dyktatura wojskowa (1926–1928) | Narodowa Dyktatura – Dyktatura wojskowa (1926–1928)             | Narodowa Dyktatura – Dyktatura wojskowa (1926–1928) | Narodowa Dyktatura – Dyktatura wojskowa (1926–1928) |
| --------------------------------------------------- | --------------------------------------------------- | --------------------------------------------------- | --------------------------------------------------- | --------------------------------------------------- | --------------------------------------------------------------- | --------------------------------------------------- | --------------------------------------------------- |
| –                                                   | Junta Ocalenia Publicznego                          |                                                     | 29 maja 1926                                        | 31 maja 1926                                        |                                                                 | bezpartyjny                                         | −                                                   |
| 60                                                  | José Mendes Cabeçadas (1883–1965)                   |                                                     | 31 maja 1926                                        | 17 czerwca 1926                                     |                                                                 | bezpartyjny                                         | I                                                   |
| 61                                                  | Manuel Gomes da Costa (1863–1929)                   |                                                     | 17 czerwca 1926                                     | 9 lipca 1926                                        | II                                                              | bezpartyjny                                         |                                                     |
| 62                                                  | António Óscar de Fragoso Carmona (1869–1951)        |                                                     | 9 lipca 1926                                        | 18 kwietnia 1928                                    | III                                                             | bezpartyjny                                         |                                                     |
| Narodowa Dyktatura (1928–1933)                      |                                                     |                                                     |                                                     |                                                     |                                                                 |                                                     |                                                     |
| 63                                                  | José Vicente de Freitas (1869–1952)                 |                                                     | 18 kwietnia 1928                                    | 10 listopada 1928                                   |                                                                 | bezpartyjny                                         | IV                                                  |
| 63                                                  | José Vicente de Freitas (1869–1952)                 | 10 listopada 1928                                   | 9 lipca 1929                                        | V                                                   |                                                                 | bezpartyjny                                         |                                                     |
| 64                                                  | Artur Ivens Ferraz (1870–1933)                      |                                                     | 9 lipca 1929                                        | 16 października 1929                                | VI                                                              | bezpartyjny                                         |                                                     |
| 64                                                  | Luís Maria Lopes da Fonseca (1883–1974)             |                                                     | 16 października 1929                                | 26 października 1929                                | VI                                                              | bezpartyjny                                         |                                                     |
| 64                                                  | Artur Ivens Ferraz (1870–1933)                      |                                                     | 26 października 1929                                | 21 stycznia 1930                                    | VI                                                              | bezpartyjny                                         |                                                     |
| 65                                                  | Domingos da Costa e Oliveira (1873–1957)            |                                                     | 21 stycznia 1930                                    | 5 lutego 1932                                       |                                                                 | Unia Narodowa                                       | VII                                                 |
| 66                                                  | António de Oliveira Salazar (1889–1970)             |                                                     | 5 lutego 1932                                       | 11 kwietnia 1933                                    | VIII                                                            | Unia Narodowa                                       |                                                     |
| Estado Novo – Nowe Państwo (1933–1974)              |                                                     |                                                     |                                                     |                                                     |                                                                 |                                                     |                                                     |
| (66)                                                | António de Oliveira Salazar (1889–1970)             |                                                     | 11 kwietnia 1933                                    | 18 stycznia 1936                                    |                                                                 | Unia Narodowa                                       | IX                                                  |
| (66)                                                | António de Oliveira Salazar (1889–1970)             | 18 stycznia 1936                                    | 27 września 1968                                    | X                                                   |                                                                 | Unia Narodowa                                       |                                                     |
| 67                                                  | Marcelo Caetano (1906–1980)                         |                                                     | 27 września 1968                                    | 25 kwietnia 1974                                    | Unia Narodowa (od 1970, przemianowana na Ludową Akcję Narodową) | XI                                                  |                                                     |

## Trzecia Republika
- tymczasowo

| #                             | Imię i Nazwisko                               | Portret                      | Kadencja                     | Kadencja                     | Partia polityczna                                                          | Partia polityczna                    | Rząd                         |
| #                             | Imię i Nazwisko                               | Portret                      | Od                           | Do                           | Partia polityczna                                                          | Partia polityczna                    | Rząd                         |
| Tymczasowe Rządy (1974–1976)  | Tymczasowe Rządy (1974–1976)                  | Tymczasowe Rządy (1974–1976) | Tymczasowe Rządy (1974–1976) | Tymczasowe Rządy (1974–1976) | Tymczasowe Rządy (1974–1976)                                               | Tymczasowe Rządy (1974–1976)         | Tymczasowe Rządy (1974–1976) |
| ----------------------------- | --------------------------------------------- | ---------------------------- | ---------------------------- | ---------------------------- | -------------------------------------------------------------------------- | ------------------------------------ | ---------------------------- |
| –                             | Junta Ocalenia Narodowego                     |                              | 25 kwietnia 1974             | 16 maja 1974                 |                                                                            | bezpartyjny                          |                              |
| 68                            | Adelino da Palma Carlos (1905–1992)           |                              | 16 maja 1974                 | 18 lipca 1974                | I                                                                          | bezpartyjny                          |                              |
| 69                            | Vasco Gonçalves (1922–2005)                   |                              | 18 lipca 1974                | 30 września 1974             | II                                                                         | bezpartyjny                          |                              |
| 69                            | Vasco Gonçalves (1922–2005)                   | 30 września 1974             | 26 marca 1975                | III                          |                                                                            | bezpartyjny                          |                              |
| 69                            | Vasco Gonçalves (1922–2005)                   | 26 marca 1975                | 8 sierpnia 1975              | IV                           |                                                                            | bezpartyjny                          |                              |
| 69                            | Vasco Gonçalves (1922–2005)                   | 8 sierpnia 1975              | 19 września 1975             | V                            |                                                                            | bezpartyjny                          |                              |
| 70                            | José Baptista Pinheiro de Azevedo (1917–1983) |                              | 19 września 1975             | 23 czerwca 1976              | VI                                                                         | bezpartyjny                          |                              |
| –                             | Vasco de Almeida e Costa (1932–2010)          |                              | 23 czerwca 1976              | 23 lipca 1976                | VI                                                                         | bezpartyjny                          |                              |
| Rządy konstytucyjne (od 1976) |                                               |                              |                              |                              |                                                                            |                                      |                              |
| 71                            | Mário Soares (1924–2017)                      |                              | 23 lipca 1976                | 23 stycznia 1978             |                                                                            | PS                                   | I                            |
| 71                            | Mário Soares (1924–2017)                      | 23 stycznia 1978             | 29 sierpnia 1978             | II                           |                                                                            | PS                                   |                              |
| 72                            | Alfredo Nobre da Costa (1923–1996)            |                              | 29 sierpnia 1978             | 22 listopada 1978            |                                                                            | bezpartyjny (z nominacji prezydenta) | III                          |
| 73                            | Carlos Mota Pinto (1936–1985)                 |                              | 22 listopada 1978            | 7 lipca 1979                 | bezpartyjny (z nominacji prezydenta) (później, Partia Socjaldemokratyczna) | IV                                   |                              |
| 74                            | Maria de Lourdes Pintasilgo (1930–2004)       |                              | 7 lipca 1979                 | 3 stycznia 1980              | bezpartyjny (z nominacji prezydenta) (później, Partia Socjalistyczna)      | V                                    |                              |
| 75                            | Francisco Sá Carneiro (1934–1980)             |                              | 3 stycznia 1980              | 4 grudnia 1980               |                                                                            | AD                                   | VI                           |
| −                             | Diogo Freitas do Amaral (1941–2019)           |                              | 4 grudnia 1980               | 9 stycznia 1981              |                                                                            | AD                                   | VI                           |
| 76                            | Francisco Pinto Balsemão (ur. 1937)           |                              | 9 stycznia 1981              | 4 września 1981              |                                                                            | AD                                   | VII                          |
| 76                            | Francisco Pinto Balsemão (ur. 1937)           | 4 września 1981              | 9 czerwca 1983               | VIII                         |                                                                            | AD                                   |                              |
| (71)                          | Mário Soares (1924–2017)                      |                              | 9 czerwca 1983               | 6 listopada 1985             |                                                                            | PS                                   | IX                           |
| 77                            | Aníbal Cavaco Silva (ur. 1939)                |                              | 6 listopada 1985             | 17 sierpnia 1987             |                                                                            | PSD                                  | X                            |
| 77                            | Aníbal Cavaco Silva (ur. 1939)                | 17 sierpnia 1987             | 31 października 1991         | XI                           |                                                                            | PSD                                  |                              |
| 77                            | Aníbal Cavaco Silva (ur. 1939)                | 31 października 1991         | 28 października 1995         | XII                          |                                                                            | PSD                                  |                              |
| 78                            | António Guterres (ur. 1949)                   |                              | 28 października 1995         | 25 października 1999         |                                                                            | PS                                   | XIII                         |
| 78                            | António Guterres (ur. 1949)                   | 25 października 1999         | 6 kwietnia 2002              | XIV                          |                                                                            | PS                                   |                              |
| 79                            | José Manuel Barroso (ur. 1956)                |                              | 6 kwietnia 2002              | 17 lipca 2004                |                                                                            | PSD                                  | XV                           |
| 80                            | Pedro Santana Lopes (ur. 1956)                |                              | 17 lipca 2004                | 12 marca 2005                | XVI                                                                        | PSD                                  |                              |
| 81                            | José Sócrates (ur. 1957)                      |                              | 12 marca 2005                | 26 października 2009         |                                                                            | PS                                   | XVII                         |
| 81                            | José Sócrates (ur. 1957)                      | 26 października 2009         | 21 czerwca 2011              | XVIII                        |                                                                            | PS                                   |                              |
| 82                            | Pedro Passos Coelho (ur. 1964)                |                              | 21 czerwca 2011              | 30 października 2015         |                                                                            | PSD                                  | XIX                          |
| 82                            | Pedro Passos Coelho (ur. 1964)                | 30 października 2015         | 26 listopada 2015            | XX                           |                                                                            | PSD                                  |                              |
| 83                            | António Costa (ur. 1961)                      |                              | 26 listopada 2015            | 26 października 2019         |                                                                            | PS                                   | XXI                          |
| 83                            | António Costa (ur. 1961)                      | 26 października 2019         | 30 marca 2022                | XXII                         |                                                                            | PS                                   |                              |
| 83                            | António Costa (ur. 1961)                      | 30 marca 2022                | 2 kwietnia 2024              | XXIII                        |                                                                            | PS                                   |                              |
| 84                            | Luís Montenegro (ur. 1973)                    |                              | 2 kwietnia 2024              |                              |                                                                            | PSD                                  | XXIV                         |